# فابيو بيريرا دي آزيفيدو
فابيو بيريرا دي آزيفيدو (بالبرتغالية: Fábio Pereira de Azevedo‏) هو لاعب كرة قدم برازيلي في مركز الهجوم، ولد في 1977 في سالفادور في البرازيل، وتوفي في 2 فبراير 2018 في مارافيلها، سانتا كاتارينا في البرازيل بسبب حادث مرور. شارك مع منتخب توغو لكرة القدم. أما مع النوادي، فقد لعب مع نادي أكويلا ونادي باهيا دي فيرا ونادي شابيكوينسي.

## وصلات خارجية
- فابيو بيريرا دي آزيفيدو على موقع قاعدة بيانات كرة القدم.إي يو (الإنجليزية)
- فابيو بيريرا دي آزيفيدو على موقع ناشيونال فوتبول تيمز (الإنجليزية)